# Platja del Rei
La Platja del Rei o Platja de Portals Vells III es troba a vuit quilòmetres de Magaluf i forma part de Cala Portals Vells. És una Platgeta de 30 metres de llargada per 15 d'amplada. Situada molt a prop del Club Nàutic Portals Vells, on destaca la Torre des Moro, fortificació defensiva construïda l'any 1580.
La seva arena és blanca de textura fina i de dimensions reduïdes. Estè envoltada per un gran pinar. I l'aigua és cristal·lina. El marge esquerre del litoral és sorrenc, mentre que el dret està format per roques de pendent escassa.
Té unes condicions marítimes i subaquàtiques aptes per fondejar una embarcació. La platja és oberta a vents de l'est i del sud-est. El millor calador es troba al costat de la punta de separació entre la platja del Rei i la platja del Mago, lloc en el qual hi ha un fons de sorra i alga, a una profunditat de quatre a cinc metres.